# Ратибор Білоґардський
Ратибор Білоґардський (*бл. 1212 — 6 червня 1272) — князь Померано-Білоґардський у 1220—1262 роках.

## Життєпис
Походив з династії Собіславичів. Син Мстівоя I, князя Східної Померанії, та Свініслави П'яст. Був доволі малим, коли помер батько (бл. 1219/1220 років), успадкувавши Білогардське князівство. З огляду на молодість Ратибор опинився під опікою старшого брата Святополка II, який деякий час керував його князівством.
У 1232 році повернув собі владу над князівством. Вже у 1237 році вступив в союз з братом Самбором II, герцогством Мекленбург та Тевтонським орденом проти старшого брата Святополка II. Того ж року атакував Слупськ, проте вже у 1238 році зазнав поразки від Святополка II й вимушений був визнати зверхність останнього.
У 1242 році знову виступив проти старшого брата. Але 1243 року потрапив у полон. Після поразки Святополка II від Тевтонського ордену, звільнився, проте в подальшому зберігав вірність Святополку II. Весь час перебував у місті Білоґард, який намагався відновити після війн. У 1262 році вступив до Тевтонського ордену, передавши тому своє князівство. Помер у 1272 році.